# Khairagarh
Khairagarh était un État princier des Indes. De création assez récente (1898), il était dirigé par des souverains qui portaient le titre de "radjah". Cette principauté a subsisté jusqu'en 1948 puis a été intégrée dans l'État du Madhya Pradesh, et aujourd'hui, dans l'État de Chhattisgarh.

## Liste des radjahs de Khairagarh
- 1898-1908 Kamal Narayan Singh
- 1908-1918 Lal Bahadur Singh
- 1918-1948 Birendra Bahadur Singh, né en 1914